# 시역
시역(弑逆, regicide)이란 군주를 죽이는 행위 또는 이러한 행위를 실행한 사람을 일컫는 용어이다. 본래 영국에서 재판을 받아 사형이 선고된 국왕을 대상으로 한 용어였으나 용어의 확장으로 인해 영국 이외의 군주에게도 이 용어를 사용한다.

## 같이 보기
- 방벌